# Kinsey (2004.)
Kinsey je biografski film Billa Condona iz 2004. o životu i radu osnivača seksologije Alfredu Kinseyju.

## Radnja
Film počinje u crno - bijeloj tehnici s intervjuom kojeg prof. Alfred Kinsey (Liam Neeson) daje svom asistentu Clydu Martinu (Peter Saarsgard). Pripovijeda o svom odrastanju uz autoritrnog i strogog oca, metodističkog svećenika (John Lithgow) i brižnu majku koju je otac ponižavao.
Mladi Kinsey je često bio boležljiv, ali je najviše volio ići u prirodu, a u školi je bio odličan učenik. Izviđački pokret bio je dio njegovog života. Jednom, dok je u trgovini kupovao cigarete, posvađao se s ocem i rekao mu da je napustio fakultet Stevens i prešao na Bowdoin gdje mu je izabrani studij bio biologija.
Kasnije, nakon završenog studija, Kinsey postaje predavač na sveučilištu u Indiani. Tamo se posvećuje proučavanju osa šišljarica, a upoznaje i Claru MacMillen (Laura Linney), koju kasnije i ženi, te s njom ima četvero djece.
Nakon neuspjele prve bračne noći, Kinsey se posvećuje proučavanju seksualnosti ljudi. Potporu mu pruža novoizabrani rektor njegovog sveučilišta Herman Wells (Oliver Platt), a glavni protivnik mu je dosadni Thurman Rice (Tim Curry) čije predavanje o seksu studentski list naziva "najbeskorisnijim predavanjem na kampusu".
Uvodi se bračni kolegij, kojem mogu prisustvovati članovi sveučilišta sa suprugama, diplomci, apsolventi, i oženjeni preddiplomci. Tamo se pojavljuje Clyde Martin koji postaje njegov prvi suradnik. Zapanjen rezultatima istraživanja provedenog među polaznicima njegovog kolegija, odlučuje objaviti knjige koje će američkoj javnosti dati znanstveno utemeljene činjenice.
Za to mu trebaju ljudi i financije. Za novac se obraća Rockefellerovoj zakladi koju vodi dr. Alan Gregg (Dylan Baker), a pomoćnici mu postaju Wardell Pomeroy (Chris O'Donnell) i Paul Gebhard (Timothy Hutton). Oni, radeći kao tim, prvu knjigu objavljuju 5. siječnja 1948., a drugu 1953.
Ustanovljen je Institut za istraživanje seksa, a Kinsey postaje njegov prvi direktor.
Nakon objavljivanja druge knjige, Kinsey gubi potporu sponzora i javnosti, ali ga obraduje svjedočanstvo jedne žene koja govori da joj je spasio život. Film završava njegovim predavanjem o dugovječnosti sekvoja.

## Vanjske poveznice
- Službena stranica
- Kinsey u internetskoj bazi filmova IMDb-a